# Torre de Vigia da Barra

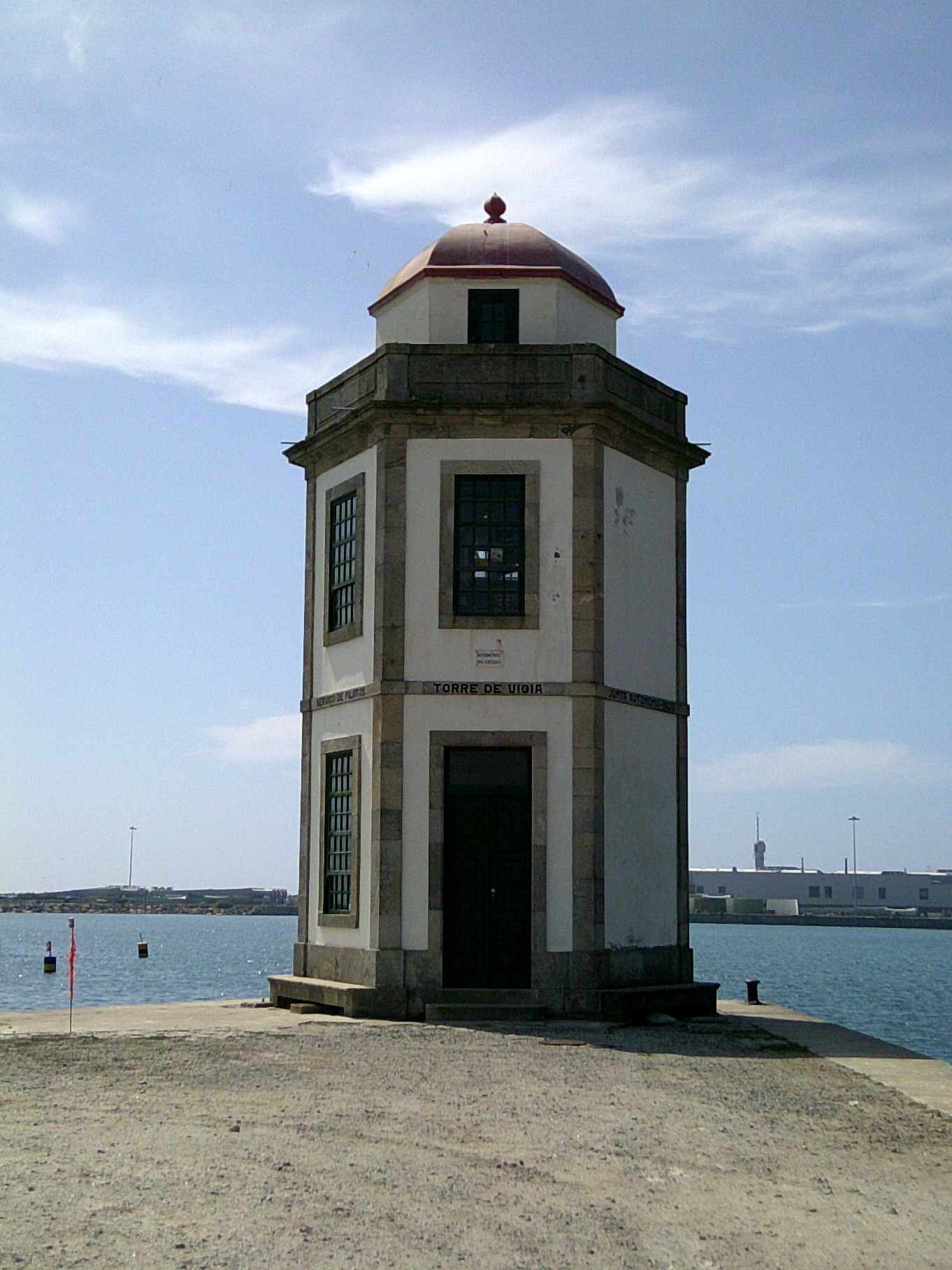
Torre de Vigia da Barra, Viana do Castelo.

A Torre de Vigia da Barra, ou Torre de Vigia do Porto de Viana do Castelo, localiza-se na atual freguesia de Viana do Castelo (Santa Maria Maior e Monserrate) e Meadela, no Município e Distrito de Viana do Castelo, em Portugal.
Trata-se da antiga estação de pilotos do porto de Viana do Castelo.

## História
Em fins do século XIX os pilotos da barra de Viana reuniam-se na chamada "Roqueta do Castelo", no Forte de Santiago da Barra, sendo esse o local onde eram içados os sinais para as embarcações.
Em 1875, porém, encontram-se reunidos em novo local, o Cais do Fortim.
No contexto da Primeira Guerra Mundial, iniciam-se, em 1915, iniciam-se as obras de construção do anteporto, da Casa do Salva-vidas e da Torre de Vigia dos Pilotos (1925, sendo desmantelado o antigo fortim.
A Torre esteve em funções entre 1925 e 1990, quando se tornou imperioso um espaço mais amplo, sendo construídas novas instalações para os pilotos na retenção marginal Norte em terrenos onde outrora se localizou o Cabedelo.